# (277) Elvira
(277) Elvira es un asteroide perteneciente al cinturón de asteroides descubierto el 3 de mayo de 1888 por Auguste Honoré Charlois desde el observatorio de Niza, Francia.
Está posiblemente nombrado por Elvira, un personaje de las obras de Alphonse de Lamartine (1790-1869).
Forma parte de la familia asteroidal de Coronis.